# David Hedison
David Hedison, właśc. Albert David Hedison Jr. (ur. 20 maja 1927 w Providence w stanie Rhode Island, zm. 18 lipca 2019 w Los Angeles) – amerykański aktor filmowy, telewizyjny i teatralny. Dwukrotnie wcielał się w postać agenta Centralnej Agencji Wywiadowczej (CIA) Felixa Leitera w filmach z bondowskiej serii: Żyj i pozwól umrzeć (1973) i Licencja na zabijanie (1989). W klasycznym horrorze Mucha (1958) zagrał główną rolę. W późniejszym okresie grał również znaczące role w operach mydlanych: Dynastia Colbych, Inny świat i Żar młodości.

## Życiorys

### Wczesne lata
Urodził się w Providence, w stanie Rhode Island jako syn Rose (z domu Boghosian) i Alberta Davida Hedisona Seniora, który pracował w branży jubilerskiej. Jego rodzice byli z pochodzenia Ormianami. Wkrótce po II wojnie światowej dołączył do United States Navy. Zdecydował, że chce zostać aktorem po tym, jak zobaczył Tyrone’a Powera jako Juana Gallardo w filmie Krew na piasku.

### Kariera
Karierę aktorską rozpoczął w Sock and Buskin Players przy Uniwersytecie Browna. Następnie przeprowadził do Nowego Jorku na studia pod kierunkiem Sanford Meisner i Marthy Graham w Neighborhood Playhouse School of the Theatre i Lee Strasberg w Actors Studio.
W swojej wczesnej pracy zawodowej występował jako Al Hedison. Występował w Newport Casino Theatre. W 1951 zdobył nagrodę Barter Theatre Award dla najbardziej obiecującego młodego aktora, grając w teatrze w Wirginii. Pracował w radiu w Karolinie Północnej, w teatrze w Pittsburghu, a także na scenie nowojorskiej, m.in. w komedii szekspirowskiej Wiele hałasu o nic (1952) Studiował u Uty Hagen, która zaangażowała go do roli w sztuce broadwayowskiej Iwana Turgieniewa Miesiąc w kraju (1956) w reżyserii Michaela Redgrave’a, miał 48 występów na Broadwayu. „The Theatre World” ogłosił, że Hedison był jednym z najbardziej popularnych osobowości teatralnych sezonu 1955-56.
W 1954 po raz pierwszy pojawił się na szklanym ekranie w jednym z odcinków serialu CBS Danger - pt. „Padlocks” z Jamesem Deanem. Zagrał postać porucznika Ware’a w dramacie wojennym Dicka Powella Podwodny wróg (The Enemy Below, 1957) u boku Roberta Mitchuma. Zagrał tytułową postać jako Jamie w filmie Syn Robin Hooda (The Son of Robin Hood, 1958). Zasłynął rolą naukowca André Delambre w horrorze Mucha (1958).
Występował jako Victor Sebastian w serialu NBC Five Fingers (1959−1960). Stał się znany z roli kapitana Lee B. Crane’a w filmie katastroficznym Irwina Allena Wyprawa na dno morza (Voyage to the Bottom of the Sea, 1961) i serialu ABC pod tym samym tytułem (1964–1968).  
W miniserialu NBC Anno Domini (1985) z Susan Sarandon, Avą Gardner, Richardem Roundtree i Jennifer O’Neill zagrał Porcjusza Festusa. Gościł też w serialach: Statek miłości (1977-1985), Aniołki Charliego (1978–1981), Najwięksi bohaterowie biblijni (Greatest Heroes of the Bible, 1979) w roli Aszkanaza, Dynastia (1983) jako Sam Dexter, ojciec Dexa (Michael Nader), Drużyna A (1985), Napisała: Morderstwo (1986), Inny świat (1992) jako Spencer Harrison i Żar młodości (2004) jako Arthur Hendricks.

## Życie prywatne
29 czerwca 1968 w Londynie poślubił młodszą o 17 lat Bridget Mori (ur. 1944, zm. 2016). Jego małżeństwo trwało niemal 50 lat. Bridget zmarła na raka 22 lutego 2016 w wieku 71 lat. Mieli dwie córki: Alexandre Mary (ur. 10 lipca 1969) i Serenę Rose. Alexandra jest lesbijką. W kwietniu 2014 poślubiła aktorkę Jodie Foster.
Zmarł 18 lipca 2019 w Los Angeles w wieku 92 lat.

## Filmografia
Filmy:
- Podwodny wróg (1957) jako porucznik Ware
- Mucha (1958) jako Andre Delambre
- Zaginiony świat (1960) jako Ed Malone
- Opowieść wszech czasów (1965) jako apostoł Filip
- Żyj i pozwól umrzeć (1973) jako Felix Leiter
- Akcja na Morzu Północnym (1979) jako Robert King
- Hazardzista: Przygoda trwa (1983) jako Carson
- Prawdziwa twarz (1984) jako dr Peter Hadley
- Licencja na zabijanie (1989) jako Felix Leiter
- Zabójcze wspomnienia (1999) jako senator Davis
- Megiddo (2001; lub inny tytuł – Megiddo: Kryptonim Omega 2) jako Daniel Alexander
- Granice ryzyka (2001) jako Stuart Davis

Seriale TV:
- Perry Mason (1957-66) jako Damion White (gościnnie, 1962)
- Święty (1962-69) jako Bill Harvey (gościnnie, 1964)
- Wonder Woman (1975-79) jako Evan Robley (gościnnie, 1977)
- Aniołki Charliego (1976-81) jako Carter Gillis/John Thornwood (gościnnie, 1978 i 1981)
- Wyspa Fantazji (1977–1984) – różne role w 6 odcinkach
- Statek miłości (1977–1986) – różne role w 7 odcinkach
- Dynastia (1981-89) jako Sam Dexter, ojciec Dexa (gościnnie, 1983)
- T.J. Hooker (1982-86) jako Saxon (gościnnie, 1982)
- Nieustraszony (1982-86) jako Theodore Cooper (gościnnie, 1985)
- Drużyna A (1983-87) jako David Vaughn (gościnnie, 1985)
- Dynastia Colbych (1985-87) jako Roger Langdon
- Anno Domini (1985) jako Porcjusz Festus
- Napisała: Morderstwo (1984-96) jako Mitch Payne/Victor Caspar (gościnnie, 1986 i 1989)
- Inny świat (1964-99) jako Spencer Harrison (w odc. z lat 1991-96 i 1999)
- Żar młodości (od 1973) jako Arthur Hendricks (w 50 odcinkach z 2004)